# Vestalia Terra
La Vestalia Terra è una struttura geologica della superficie di 4 Vesta.